# Liste des diffuseurs de Formule 1
 (juin 2025).
Motif : Il est important que WP reste neutre. Les articles Les Bouquets Canal+ La TV d'Orange, Liste des chaînes de Bbox TV, Liste des chaînes de Freebox TV, Liste des chaînes de SFR TV, Liste des chaînes de Mediaserv, Liste des canaux Illico, etc. ont été supprimés, il serait donc plus juste de supprimer également cet article.
- Archive Wikiwix
- Bing
- Cairn
- DuckDuckGo
- E. Universalis
- Gallica
- Google
- G. Books
- G. News
- G. Scholar
- Persée
- Qwant
- (zh) Baidu
- (ru) Yandex
- (wd) trouver des œuvres sur Wikidata

| 1. | Préciser le motif de la pose du bandeau. | Précisez le motif de la pose du bandeau en utilisant la syntaxe suivante : {{admissibilité à vérifier\|date=juin 2025\|motif=remplacez ce texte par le motif}}                                         |
| 2. | Informer les utilisateurs concernés.     | Pensez à avertir le créateur de l'article, par exemple, en insérant le code ci-dessous sur sa page de discussion : {{subst:avertissement admissibilité à vérifier\|Liste des diffuseurs de Formule 1}} |

 (mai 2025).
La liste des diffuseurs de Formule 1 regroupe les différents diffuseurs audiovisuels (télévision et radio) dans leurs pays respectifs pour les événements sportifs relatifs au championnat du monde de Formule 1.
Les listes proposées ci-dessous ne sont pas exhaustives.

## Diffuseurs TV dans le monde
| Pays                      | Diffuseurs | Langues                       |
| ------------------------- | --- | ----------------------------- |
| Albanie                   | RTSH | Albanais                      |
| Allemagne                 | Sky Sport | Allemand                      |
| Allemagne                 | Chaîne Youtube Sky Sport (courses des GP d'Espagne et de Hongrie en direct)                                                   | Allemand                      |
| Allemagne                 | Sport 1 (résumé d'une heure des courses)                                                                                      | Allemand                      |
| Argentine                 | Fox Deportes | Espagnol                      |
| Andorre                   | DAZN F1 | Espagnol                      |
| Arménie                   | Vivaro Sports | Arménien                      |
| Australie                 | Network Ten (gratuit) | Anglais                       |
| Australie                 | Fox Sports (payant) | Anglais                       |
| Autriche                  | ORF 1 (12 courses en direct)                                                                                                  | Allemand                      |
| Autriche                  | Sky Sport | Allemand                      |
| Azerbaïdjan               | Setanta Sports | Azéri                         |
| Biélorussie               | Setanta Sports | Biélorusse                    |
| Belgique                  | Play Sports | Néerlandais                   |
| Belgique                  | VRT : GP de Belgique uniquement et résumé des grands prix                                                                     | Néerlandais                   |
| Belgique                  | RTBF : La Une et Tipik (qualification et course en direct + essais libres lors du GP de Belgique)                             | Français                      |
| Bosnie-Herzégovine        | Sport Klub | Bosnien                       |
| Brésil                    | Rede Bandeirantes (qualification et course, en direct)                                                                        | Portugais                     |
| Brésil                    | BandSports (essais et qualification en direct, course en différé)                                                             | Portugais                     |
| Brunei                    | beIN Sports | Malais                        |
| Bulgarie                  | Diema Sport | Bulgare                       |
| Canada                    | RDS (qualification et course, en direct) (essais libres sur RDS.ca sauf du GP du Canada, qualifications et course, en direct) | Français                      |
| Canada                    | Noovo (GP du Canada seulement)                                                                                                | Français                      |
| Canada                    | TSN (essais libres 1 et 3 sur TSN.ca, essais libres 2, qualifications et course, en direct)                                   | Anglais                       |
| Cambodge                  | beIN Sports | Khmer                         |
| Chine                     | Great Sports (diffusion à Shanghai seulement)                                                                                 | Chinois                       |
| Chine                     | Guangdong Sports (diffusion à Guangdong seulement)                                                                            | Chinois                       |
| Chine                     | CCTV (diffusion nationale) | Chinois                       |
| Croatie                   | Sport Klub | Croate                        |
| Corée du Sud              | Coupang | Coréen                        |
| Danemark                  | TV3+ | Danois                        |
| Espagne                   | DAZN F1 | Espagne                       |
| Espagne                   | Mediaset (uniquement les qualifications et la course en direct pour le GP d'Espagne)                                          | Catalan                       |
| Estonie                   | Viaplay Group | Estonien                      |
| Finlande                  | V Sport | Finnois                       |
| France                    | Canal+ (courses en direct) et Canal+ Sport (essais libres et qualifications en direct) jusqu'en 2029.                         | Français                      |
| Géorgie                   | Setanta Sports | Géorgien                      |
| Grèce                     | ANT1 | Grèce                         |
| Hong Kong                 | beIN Sports | Cantonais ou Anglais          |
| Hongrie                   | MTVA | Hongrois                      |
| Islande                   | Viaplay Group | Islandais                     |
| Indonésie                 | beIN Sports | Anglais                       |
| Iran                      | IRIB Varzesh | Persan                        |
| Iran                      | MBC Persia | Persan                        |
| Irlande                   | Channel 4 (GP de Grande-Bretagne uniquement)                                                                                  | Anglais                       |
| Irlande                   | Sky Sports F1 | Anglais                       |
| Irlande                   | Sky Showcase (GP de Grande-Bretagne et au moins 2 courses, résumés de toutes les qualifications et courses)                   | Anglais                       |
| Israël                    | Sport 5 | Hébreu                        |
| Italie                    | Sky Sports F1 | Italien                       |
| Italie                    | TV8 (courses des GP d'Emilie-Romagne, d'Espagne, de Hongrie, d'Italie et de Mexico)                                           | Italien                       |
| Japon                     | Fuji Television | Japonais                      |
| Kosovo                    | Art Sport | Albanais et Serbe             |
| Laos                      | beIN Sports | Lao                           |
| Lettonie                  | Viaplay Group | Letton                        |
| Liechtenstein             | SRG SSR (qualifications et course sur RSI La 2, RTS Deux et SRF zwei)                                                         | Français, Allemand et Italien |
| Liechtenstein             | Sky Sport | Allemand                      |
| Luxembourg                | RTL Télé (qualifications et courses)                                                                                          | Luxembourgeois                |
| Luxembourg                | Sky Sport | Allemand                      |
| Macédoine du Nord         | Sport Klub | Macédonien                    |
| Malte                     | Total Sports Network | Maltais                       |
| Malaisie                  | beIN Sports | Anglais                       |
| Mexique                   | Fox Sports | Espagnol                      |
| Mexique                   | Canal 5 (GP de Mexico uniquement)                                                                                             | Espagnol                      |
| Moldavie                  | Setanta Sports | Moldave                       |
| Monaco                    | Canal+ et C8 (en clair) | Français                      |
| Monténégro                | Sport Klub | Serbe                         |
| Nouvelle-Zélande          | Sky Sport | Anglais                       |
| Nouvelle-Zélande          | Prime (résumé) | Anglais                       |
| Norvège                   | V Sport | Norvégien                     |
| Papouasie-Nouvelle-Guinée | Digicel | Anglais                       |
| Pakistan                  | A Sports | Ourdou, Anglais               |
| Pays-Bas                  | Viaplay Group | Néerlandais                   |
| Pays-Bas                  | NOS (GP des Pays-Bas et résumé des courses)                                                                                   | Néerlandais                   |
| Philippines               | beIN Sports et bientôt beIN Sports en France à partir de 2030 qui co-diffuse avec DAZN France                                 | Anglais                       |
| Pologne                   | Viaplay Group | Polonais                      |
| Portugal                  | SportTV | Portugais                     |
| Roumanie                  | Digi Sport | Roumain                       |
| Roumanie                  | Digi 4K (courses) | Roumain                       |
| Roumanie                  | Prima Sport | Roumain                       |
| Roumanie                  | Orange Sport | Roumain                       |
| Saint-Marin               | Sky Sport | Italien                       |
| Serbie                    | Sport Klub | Serbe                         |
| Singapour                 | beIN Sports | Anglais                       |
| Singapour                 | Channel 5 (GP de Singapour)                                                                                                   | Anglais                       |
| Slovaquie                 | Sport1 | Slovaque                      |
| Slovénie                  | Sport Klub | Slovène                       |
| Suède                     | V Sport | Suédois                       |
| Suisse                    | SRG SSR (qualifications et course sur RSI La 2, RTS Deux et SRF zwei)                                                         | Français, Allemand et Italien |
| Suisse                    | Sky Sport | Allemand                      |
| Suisse                    | Canal+ | Français                      |
| Taïwan                    | Videoland | Anglais ou Chinois            |
| Tadjikistan               | Varzish TV | Tadjik                        |
| Tchéquie                  | Sport1 | Tchèque                       |
| Thaïlande                 | beIN Sports | Anglais ou Thaïlandais        |
| Timor oriental            | beIN Sports | Portugais                     |
| Turquie                   | S Sport | Turc                          |
| Royaume-Uni               | Channel 4 (GP de Grande-Bretagne uniquement)                                                                                  | Anglais                       |
| Royaume-Uni               | Sky Sports F1 (tout en direct)                                                                                                | Anglais                       |
| États-Unis                | ABC (GP de Miami, de Monaco, du Canada, des États-Unis et de Mexico)                                                          | Anglais                       |
| États-Unis                | ESPN | Anglais                       |

## Anciens réalisateurs TV (depuis 1990)
Depuis 2023, tous les Grands Prix sont réalisés par Formula One Management (FOM). Auparavant, chaque pays hôte assurait la réalisation de son Grand Prix.
| Grand Prix                    | Circuit                                | Diffuseur                 | Année                 |
| ----------------------------- | -------------------------------------- | ------------------------- | --------------------- |
| Grand Prix d'Australie        | Circuit urbain d'Adélaïde              | Channel 10 / Nine Network | 1990-1995             |
| Grand Prix d'Australie        | Circuit de l'Albert Park, Melbourne    | Channel 10 / Nine Network | 1996-2004             |
| Grand Prix d'Argentine        | Circuit Oscar Alfredo Galvez           | Fox Sports                | 1995-1998             |
| Grand Prix d'Autriche         | A1-Ring                                | ORF                       | 1997-2003             |
| Grand Prix de Belgique        | Circuit de Spa-Francorchamps           | RTBF                      | 1990-2002, 2004-2005  |
| Grand Prix de Brésil          | Autodromo José Carlos Pace, Interlagos | Rede Globo                | 1990-2007             |
| Grand Prix de Grande-Bretagne | Circuit de Silverstone                 | BBC Sport                 | 1990-1996             |
| Grand Prix de Grande-Bretagne | Circuit de Silverstone                 | ITV Sport                 | 1997-2006             |
| Grand Prix du Canada          | Circuit Gilles-Villeneuve              | TSN                       | 1990-2004             |
| Grand Prix d'Espagne          | Circuit permanent de Jerez             | TV3                       | 1990                  |
| Grand Prix d'Espagne          | Circuit de Catalogne                   | TV3                       | 1991-2006             |
| Grand Prix des États-Unis     | Indianapolis Motor Speedway            | ABC / SPEED               | 2000-2003             |
| Grand Prix des États-Unis     | Circuit urbain de Phoenix              | ESPN                      | 1990-1991             |
| Grand Prix d'Europe           | Circuit de Donington Park              | BBC Sport                 | 1993                  |
| Grand Prix d'Europe           | Circuit permanent de Jerez             | Telecinco                 | 1990, 1994, 1997      |
| Grand Prix d'Europe           | Nürburgring                            | RTL Television / WIGE     | 1995, 1996, 1999-2006 |
| Grand Prix de France          | Circuit Paul-Ricard                    | TF1                       | 1987-1990             |
| Grand Prix de France          | Circuit de Nevers Magny-Cours          | La Cinq                   | 1991                  |
| Grand Prix de France          | Circuit de Nevers Magny-Cours          | TF1                       | 1992-2008             |
| Grand Prix d'Allemagne        | Circuit d'Hockenheim                   | RTL Television / WIGE     | 1990-2006             |
| Grand Prix de Hongrie         | Hungaroring                            | RTL Télévision / WIGE     | 1990-2006             |
| Grand Prix d'Italie           | Autodromo Nazionale di Monza           | RAI                       | 1990-2006             |
| Grand Prix du Japon           | Circuit de Suzuka                      | Fuji Television           | 1990-2006, 2009-2011  |
| Grand Prix du Japon           | Fuji Speedway                          | Fuji Television           | 2007-2008             |
| Grand Prix du Luxembourg      | Nürburgring                            | RTL Television / WIGE     | 1997-1998             |
| Grand Prix de Malaisie        | Circuit international de Sepang        | 8TV                       | 1999-2004             |
| Grand Prix de Monaco          | Circuit de Monaco                      | Télé Monte Carlo          | 1990-2002             |
| Grand Prix du Pacifique       | Circuit TI                             | Fuji Television           | 1994-1995             |
| Grand Prix du Portugal        | Circuit d'Estoril                      | RTP                       | 1990-1996             |
| Grand Prix de Saint-Marin     | Autodromo Enzo e Dino Ferrari          | RAI Television            | 1990-2006             |
| Grand Prix d'Afrique du Sud   | Circuit de Kyalami                     | DStv                      | 1992-1993             |

## Diffuseurs radios
| Pays              | Diffuseur                                                                                 |
| ----------------- | ----------------------------------------------------------------------------------------- |
| Brésil            | Band News FM                                                                              |
| Espagne           | Cadena SER                                                                                |
| Italie            | Rai Radio 1                                                                               |
| Pays-Bas          | Radio 1 (course seule et seulement quand elle a lieu entre 12 h et 18 h 30, heure locale) |
| Royaume-Uni       | BBC Radio 5 Live                                                                          |
| États-Unis Canada | Sirius Satellite Radio                                                                    |